# Équipe de Suisse de football en 1936
Cet article présente les résultats de l'équipe de Suisse de football lors de l'année 1936.

## Bilan
|           | Nombre de matchs | Victoires | Défaites | Matchs nuls | Buts marqués | Buts encaissés |
| Domicile  | 4                | 0         | 3        | 1           | 3            | 8              |
| Extérieur | 4                | 1         | 3        | 0           | 6            | 11             |
| Neutre    | 0                | 0         | 0        | 0           | 0            | 0              |
| Total     | 8                | 1         | 6        | 1           | 9            | 19             |

## Matchs et résultats
| Match amical                             | République d'Irlande | 1 - 0   | Suisse | Dalymount Park, Dublin                         |                                                |
| 17 mars 1936 · Historique des rencontres | Dunne 30e            | (1 - 0) |        | Spectateurs : 32 300 Arbitrage : John Langenus | Spectateurs : 32 300 Arbitrage : John Langenus |
| 17 mars 1936 · Historique des rencontres | Rapport              |         |        | Spectateurs : 32 300 Arbitrage : John Langenus | Spectateurs : 32 300 Arbitrage : John Langenus |

| Match amical                                     | Suisse            | 1 - 2   | Italie                     | Hardturm, Zurich                                  |                                                   |
| 5 avril 1936 · 15h00 · Historique des rencontres | Weiler 77e (pen.) | (0 - 1) | 44e Demaría · 67e Colaussi | Spectateurs : 30 000 Arbitrage : Iváncsics Mihály | Spectateurs : 30 000 Arbitrage : Iváncsics Mihály |
| 5 avril 1936 · 15h00 · Historique des rencontres | Rapport           |         |                            | Spectateurs : 30 000 Arbitrage : Iváncsics Mihály | Spectateurs : 30 000 Arbitrage : Iváncsics Mihály |

| Match amical                           | Suisse  | 0 - 2   | Espagne                 | Neufeld, Berne                                    |                                                   |
| 3 mai 1936 · Historique des rencontres |         | (0 - 0) | 65e Lángara · 68e Lecue | Spectateurs : 25 000 Arbitrage : Carl Weingartner | Spectateurs : 25 000 Arbitrage : Carl Weingartner |
| 3 mai 1936 · Historique des rencontres | Rapport |         |                         | Spectateurs : 25 000 Arbitrage : Carl Weingartner | Spectateurs : 25 000 Arbitrage : Carl Weingartner |

| Match amical                            | Suisse    | 1 - 1   | Belgique    | Rankhof, Bâle                                    |                                                  |
| 24 mai 1936 · Historique des rencontres | Ciseri 4e | (1 - 0) | 70e Capelle | Spectateurs : 20 000 Arbitrage : Lucien Leclercq | Spectateurs : 20 000 Arbitrage : Lucien Leclercq |
| 24 mai 1936 · Historique des rencontres | Rapport   |         |             | Spectateurs : 20 000 Arbitrage : Lucien Leclercq | Spectateurs : 20 000 Arbitrage : Lucien Leclercq |

| Match amical                                     | Norvège   | 1 - 2   | Suisse           | Ullevaal, Oslo                                |                                               |
| 18 juin 1936 · 20h00 · Historique des rencontres | Hansen 5e | (1 - 1) | 35e 70e Abegglen | Spectateurs : 15 000 Arbitrage : Otto Ohlsson | Spectateurs : 15 000 Arbitrage : Otto Ohlsson |
| 18 juin 1936 · 20h00 · Historique des rencontres | Rapport   |         |                  | Spectateurs : 15 000 Arbitrage : Otto Ohlsson | Spectateurs : 15 000 Arbitrage : Otto Ohlsson |

| Match amical                             | Suède                                  | 5 - 2   | Suisse                | Stade olympique, Stockholm                    |                                               |
| 21 juin 1936 · Historique des rencontres | Hallman 10e 82e · Jonasson 27e 56e 59e | (2 - 0) | 48e Aeby · 88e Bickel | Spectateurs : 13 605 Arbitrage : Einer Ulrich | Spectateurs : 13 605 Arbitrage : Einer Ulrich |
| 21 juin 1936 · Historique des rencontres | Rapport                                |         |                       | Spectateurs : 13 605 Arbitrage : Einer Ulrich | Spectateurs : 13 605 Arbitrage : Einer Ulrich |

| Coupe internationale européenne 1936-1938   | Italie                                    | 4 - 2   | Suisse                   | San Siro, Milan                                       |                                                       |
| 25 octobre 1936 · Historique des rencontres | Meazza 26e · Piola 37e 53e · Pasinati 60e | (2 - 1) | 31e Bickel · 76e Diebold | Spectateurs : 40 000 Arbitrage : Peter Joseph Bauwens | Spectateurs : 40 000 Arbitrage : Peter Joseph Bauwens |
| 25 octobre 1936 · Historique des rencontres | Rapport                                   |         |                          | Spectateurs : 40 000 Arbitrage : Peter Joseph Bauwens | Spectateurs : 40 000 Arbitrage : Peter Joseph Bauwens |

| Coupe internationale européenne 1936-1938   | Suisse      | 1 - 3   | Autriche                       | Hardturm, Zurich                                  |                                                   |
| 8 novembre 1936 · Historique des rencontres | Vernati 90e | (0 - 1) | 26e 80e Binder · 71e Hahnemann | Spectateurs : 22 000 Arbitrage : Carl Weingartner | Spectateurs : 22 000 Arbitrage : Carl Weingartner |
| 8 novembre 1936 · Historique des rencontres | Rapport     |         |                                | Spectateurs : 22 000 Arbitrage : Carl Weingartner | Spectateurs : 22 000 Arbitrage : Carl Weingartner |